# Guido Hildner
Guido Hildner (* 1958) ist ein pensionierter deutscher Diplomat. Er war von 2019 bis 2024 Botschafter in Vietnam.

## Werdegang
Nach dem Studium und der Promotion (1991) mit einer Arbeit zum Thema Die Unterworfenheit des ausländischen Diplomaten unter die Verwaltungshoheit des Empfangsstaats trat Guido Hildner in den Auswärtigen Dienst ein.
Seine Tätigkeiten umfassten Auslandseinsätze an den Botschaften in Colombo (Sri Lanka), Beirut (Libanon) und Moskau (Russland), bei der Ständigen Vertretung der Bundesrepublik Deutschland bei den Vereinten Nationen in New York, bei der Ständigen Vertretung bei der NATO und, von 2003 bis 2006 am Internationalen Strafgerichtshof in Den Haag.
Dazu kommen verschiedene Verwendungen im Auswärtigen Amt in Bonn und Berlin. Bis 2019 war Hildner Referatsleiter für Völkerrechtsfragen im Auswärtigen Amt.
Von 2019 bis 2024 war Hildner Botschafter in Vietnam mit Sitz in Hanoi.